# Ong Chun
En Chine et en Malaisie, la cérémonie Ong Chun, également appelée Wangchuan ou Wangkang, consiste en des rituels visant à préserver l'harmonie entre l'être humain et l'océan. Elle intègre le patrimoine culturel immatériel le 17 décembre 2020, par décision de l'UNESCO.

## Description et histoire
La cérémonie Ong Chun, Wangchuan ou Wangkang, permet d'« entretenir le lien durable entre l'homme et l'océan », d'après sa description de l'UNESCO. Elle est établie en l'honneur de la divinité Ong Yah, qui, d'après une croyance populaire, protège les personnes et leurs terres du désastre.
Cet évènement date des quinzième et seizième siècles (et continue de s'établir au dix-septième siècle), dans le sud-est de ce qui est actuellement la province de Fujian. Au vingt-et-unième siècle, cet ensemble de pratiques et de rituels se centre sur les baies Xiamen et Quangzhou, ainsi que dans les communautés chinoises de Malacca, en Malaisie. Cette cérémonie se constitue de plusieurs rituels : des rassemblements dans les temples et les maisons de clans, des allumages de lampe (au sommet de mâts) adressés aux personnes qui perdirent la vie en mer, surnommées  « bons frères », afin d'apaiser leurs tourments, et la pratique de l'opéra gezai, de l'opéra gaojia, de la danse du lion et du dragon (entre autres danses) et de spectacles de marionnettes. Cette cérémonie a lieu lors d'un mois lunaire, tous les trois ou quatre ans.
Cette cérémonie permet d'accomplir de bonnes actions. La barge d'Ong Yah est construite en bois ou en papier.

## Intégration du patrimoine culturel immatériel
Le 17 décembre 2020, cet élément intègre la liste du patrimoine culturel immatériel. Pour l'UNESCO, il s'agit à la fois d'honorer les ancêtres partis en mer, de maintenir un certain lien entre être humain et océan, ainsi que de favoriser le dialogue entre les cultures. Il s'agit aussi de maintenir un lien entre les cultures de Chine et de Malaisie. La conservation écologique, encouragée par cet évènement, est également mentionnée. 